# Zygmunt Zieliński (historyk)
Zygmunt Mieczysław Zieliński (ur. 16 grudnia 1931 w Cekcynie) – polski ksiądz katolicki, historyk, profesor nauk teologicznych, publicysta. Specjalizuje się w historii Kościoła katolickiego w XIX i XX wieku. Emerytowany profesor zwyczajny KUL.

## Życiorys
W 1951 r. ukończył Państwowe Liceum i Gimnazjum im. Bolesława Krzywoustego w Nakle nad Notecią i wstąpił do seminarium duchownego w Gnieźnie. Po przyjęciu święceń kapłańskich z rąk biskupa Lucjana Bernackiego w 1957 r., przez cztery lata był duszpasterzem w parafiach archidiecezji gnieźnieńskiej w Gołańczy, Bydgoszczy i Pleszewie, po czym w 1961 r. został skierowany na dalsze studia w Katolickim Uniwersytecie Lubelskim.
Studiował na Wydziale Teologii ze specjalizacją historia Kościoła pod kierunkiem ks. prof. Mieczysława Żywczyńskiego. W 1963 roku uzyskał tytuł magistra teologii i jednocześnie licencjat kanoniczny, broniąc pracę pt. Zarząd majątkiem kościelnym w archidiecezji gnieźnieńskiej w czasie kulturkampfu. Doktorat uzyskał w 1965 r. na podstawie rozprawy Wykonanie ustaw majowych 1873 w archidiecezji poznańskiej i gnieźnieńskiej 1873-1887. Jeszcze jako doktorant, w 1964 roku podjął pracę na Katolickim Uniwersytecie Lubelskim i tam został później następcą ks. M. Żywczyńskiego na stanowisku kierownika Katedry Historii Kościoła w XIX i XX w. Habilitację uzyskał w 1972 r. na podstawie rozprawy Kościół Katolicki w Wielkim Księstwie Poznańskim w latach 1848-1865 (opublikowanej rok później). Tytuł naukowy profesora nadzwyczajnego otrzymał w 1980 r., a profesora zwyczajnego – w 1988 r.
Przez całą karierę naukową związany z KUL-em. Przez dwa semestry wykładał także na Seton Hall University w New Jersey. Aktualnie emerytowany profesor Katolickiego Uniwersytetu Lubelskiego.
W latach 1991–2002 był wykładowcą Wyższej Szkoły Języków Obcych i Ekonomii w Częstochowie (od 2001 r.– Akademii Polonijnej), a w latach 2002–2011 – Państwowej Wyższej Szkoły Zawodowej w Chełmie.
Jego zainteresowania naukowe obejmują: dzieje papiestwa, historię Kościoła w XIX i XX w., kulturę i historię Niemiec, stosunki polsko-niemieckie, stosunki polsko-żydowskie w czasie II wojny światowej, sytuację Kościoła w zaborze pruskim w XIX w., dzieje mniejszości niemieckiej w Polsce, dzieje prasy katolickiej i historię Kościoła w Polsce po 1944 r.
Był aktywnym członkiem kilku komisji Polskiej Akademii Nauk, zasiadając w Komitecie Badań nad Migracjami Ludności i Polonią i okresowo w jej prezydium oraz w Radzie Naukowej Głównej Komisji do Badania Zbrodni Przeciwko Narodowi Polskiemu.
Wypromował 47 doktorów. Pod jego kierunkiem stopień naukowy doktora uzyskał m.in. Roland Prejs.
Jest autorem ponad 1000 publikacji, w tym 32 książek. Do jego najznaczniejszych pozycji w bibliografii należą: współautorstwo Dziejów papieży w zakresie pontyfikatów od Piusa XII do Jana Pawła I jako uzupełnienie wznowienia z 1997 r. (tom 2) i osobny tom edycji z 2001 r. (tom 6), także Papiestwo i papieże ostatnich dwóch wieków – czyli historia papieży od roku 1775 do 1978 (pierwsze-)/2005 (drugie wydanie) roku. Sporządził też uzupełnienie i poprawę syntezy dziejów XIX w. swojego mistrza Mieczysława Żywczyńskiego (począwszy od wydania siódmego).
Zajmował się również publicystyką poruszającą problemy współczesności i zmiany zachodzące w III RP, na łamach m.in. „Nowego Przeglądu Wszechpolskiego”, czy „Słowa”. Wybór swojej publicystyki opublikował w 2001 r. w tomie Bez ce(n)zury.
Od 2015 roku publikuje felietony i artykuły na łamach dwutygodnika Polonia Semper Fidelis, w których porusza tematykę bieżących wydarzeń politycznych, społecznych i religijnych w Polsce. Jest również Konsultantem Polonia Semper Fidelis.
W 2000 r. otrzymał godność honorową prałata – Kapelana Jego Świątobliwości. W 2017 r. został odznaczony Krzyżem Kawalerskim Orderu Odrodzenia Polski. W 2020 r. uhonorowano go Medalem „Zasłużony dla Miasta Lublin”.
Napisał rozległą autobiografię pt. Powroty minionego czasu zagnieżdżone w pamięci, wydaną w 2020 r. przez Instytut Pamięci Narodowej. 

## Wybrane publikacje
- Kościół katolicki w Wielkim Księstwie Poznańskim w latach 1848-1865, Lublin 1973.
- (redakcja) Kościół w II Rzeczypospolitej : praca zbiorowa, Lublin 1980/ wyd. 2 1981 (wspólnie ze Stanisławem Wilkiem).
- (wstęp) Hermiasz Sozomen, tłum. Stefan Kazikowski, Historia Kościoła, wyd. 1 - Warszawa 1980, wyd. 2 - Warszawa 1989 .
- (redakcja) Życie religijne w Polsce pod okupacją hitlerowską 1939-1945 : praca zbiorowa, Katowice 1982-1983.
- (tłumaczenie) red. Klaus Gotto, Konrad Repgen Kościół, katolicy i narodowy socjalizm : praca zbiorowa, Warszawa 1983.
- Papiestwo i papieże dwóch ostatnich wieków, wyd. 1 - Warszawa 1983 (z podtytułem "1775-1978"), ost. wyd. - Poznań 2007.
- Katolicyzm w III Rzeszy przed sądem historii, Katowice 1992.
- Epoka rewolucji i totalitaryzmów : studia i szkice, Lublin 1993.
- (poprawa i uzupełnienie) Mieczysław Żywczyński, Historia powszechna 1789-1871, wyd. 7 - Warszawa 1996 i nast.
- Polska dwudziestego wieku. Kościół - naród - mniejszości, Lublin 1998.
- Niemcy. Zarys dziejów, Katowice 1998.
- (redakcja)Aparat ucisku na Lubelszczyźnie w latach 1944-1956 wobec duchowieństwa katolickiego : konferencja naukowa, Lublin, 18 XI 1998 r., Lublin 2000 (wspólnie z Marianem Peretem).
- (przedmowa) Andrzej Kownacki Czy było warto? Wspomnienia, Lublin 2000.
- Bez ce(n)zury, Pelplin 2001.
- Dzieje papieży : od początków Kościoła do czasów dzisiejszych. T.6, Poznań 2001. (to samo przedtem jako: [uzupełnienie] Franciszek Ksawery Seppelt, Klemens Lofler, Zygmunt Zieliński, tłum. Juliusz Kozolubski, opr. Tadeusz Silnicki Dzieje papieży : od początków Kościoła do czasów dzisiejszych [T.2], Poznań 1997).
- Jan Paweł II papież, Poznań 2001.
- (wywiad-rzeka) Boski czy ludzki? Kościół w Polsce i na świecie, wczoraj i dziś (rozm. Mariusz Deckert), Częstochowa 2002.
- Katolicyzm, człowiek, polityka : przeszłość i teraźniejszość, Lublin 2002.
- Prymas Tysiąclecia w komunistycznym państwie, Radom 2003.
- Kulturkampf w archidiecezji gnieźnieńskiej i poznańskiej w latach 1873-1887, Poznań 2011.
- Powroty minionego czasu. Zagnieżdżone w pamięci, wstęp i oprac. naukowe Rafał Łatka, Warszawa 2020